# Masacre del Retén de Catia
La Masacre del Retén de Catia ocurrió durante el fallido golpe de Estado del 27 de noviembre de 1992. La madrugada del 27 de noviembre de 1992, agentes de la Guardia Nacional y de la Policía Metropolitana intervinieron el centro penitenciario del Retén de Catia.

## Hechos
La madrugada del 27 de noviembre de 1992, agentes de la Guardia Nacional y de la Policía Metropolitana intervinieron el centro penitenciario del Retén de Catia. En medio de la matanza muchos presos trataron de escapar hacia la parte trasera de la prisión y algunos lograron abrir un pequeño agujero en la pared que conduce al río Guaire.
Los hechos generaron la muerte de aproximadamente 53 personas y decenas de heridos y desaparecidos. En el transcurso de las 48 horas en las que ocurrieron los sucesos dentro del Retén de Catia se produjo la muerte de aproximadamente 63 reclusos, incluyendo a 37 víctimas del caso Montero Aranguren y otros (Retén de Catia) vs. Venezuela, 52 heridos y 28 desaparecidos.

## Consecuencias
Al día siguiente, cientos de reclusos fueron trasladados a otras prisiones del país, tales como el Centro penal de Tocuyito, La prisión de Los Morros y la Cárcel de El Rodeo. Durante los 2 días que siguieron, las autoridades del Retén de Catia negaron el acceso a los familiares de los reclusos y a los miembros de la Dirección de Derechos Humanos.
A pesar de haberse iniciado una serie de recursos, no se realizaron mayores investigaciones ni se sancionaron a los responsables.  Para la época, fuentes oficiales indicaron que los números de muertos eran 63, el gobernador de Caracas para ese año, Antonio Ledezma, indicó más de 100 y el periódico El Nacional reseñó como cifra más de 200. No se conocieron con certeza la cantidad de fallecidos, por lo que diversas organizaciones de derechos humanos se esforzaron por esclarecer los hechos ocurridos ante las contradicciones por parte de los organismos oficiales.